# Philippe Hirsschorn
 Philippe Hirsschorn  (Riga, 11 de junio de 1946 - Bruselas, 26 de noviembre de 1996) fue un violinista soviético del siglo XX. Fue ganador del 1.er premio del Concurso Internacional Reina Elizabeth de  Bélgica en  1967, 2.º premio Concurso Internacional de Paganini en 1965

## Estudios
Philippe Hirsschorn nació en Riga, la capital de Letonia en el año 1946.  Sus primeros estudios realizó en el Conservatorio de Riga con el Profesor Valdemar Sturestep.  Continúa sus estudios superiores en el Conservatorio de St. Petersburgo donde estudia con Profesor Michail Waiman.

## Carrera
Tras los diversos premios que obtiene Hirsschhorn empieza una carrera de concertista por todo el mundo  (Europa, Estados Unidos, América Latina y Japón) con las orquestas más prestigiosas del mundo como entre otros dirigidas por Herbert von Karajan, Ferdinand Leitner, Rafael Frübeck de Burgos, Jesus Lopez-Cobos.
En 1973 Hirsschhorn se radica en Bélgica donde obtiene la nacionalidad de gracia.
En los últimos años ha tocado música de camera con músicos como Gidon Kremer, Elisabeth Leonskaya, Martha Argerich, Mischa Maisky,  Zino Vinnikov, Hans Mannes, David Geringas y Brigitte Engerer. Por más que era un maestro de tal magnitud, no ha ganado mucha fama. Las escasas grabaciones que existen de Philippe son ejemplo de su capacidad técnica y musical. El rigor y alta autocrítica de Hirsschorn obstaculizaba la comercialización de discos, ya que siempre encontraba que aún no estaba bien, pero en la actualidad se están redescubriendo grabaciones que ha dejado.
Ha sido un destacado Profesor impartiendo la docencia en el Conservatorio Real de Bruselas en Bélgica y el Conservatorio de Utrecht en los países bajos de los cuales han egresado varios destacados solistas y profesores como entre otros  Philippe Graffin, Cornelia Angerhofer, Janine Jansen, Yoris Jarzynski, Marie-Piere Vendome.

## Muerte
En 1994 Hirsschorn fue operado de un tumor cerebral, operación que lo dejó con menos habilidad en las manos pero se recuperó bastante bien hasta que vuelve el tumor y es necesaria una nueva operación en 1996. Philippe queda aún más paralizado con dificultades para hablar, pero después de un mes y medio empieza hablar. Después de una lucha contra el cáncer fallece el 26 de noviembre de 1996 en su casa en Bruselas.